# Myrtenblättriger Gerberstrauch

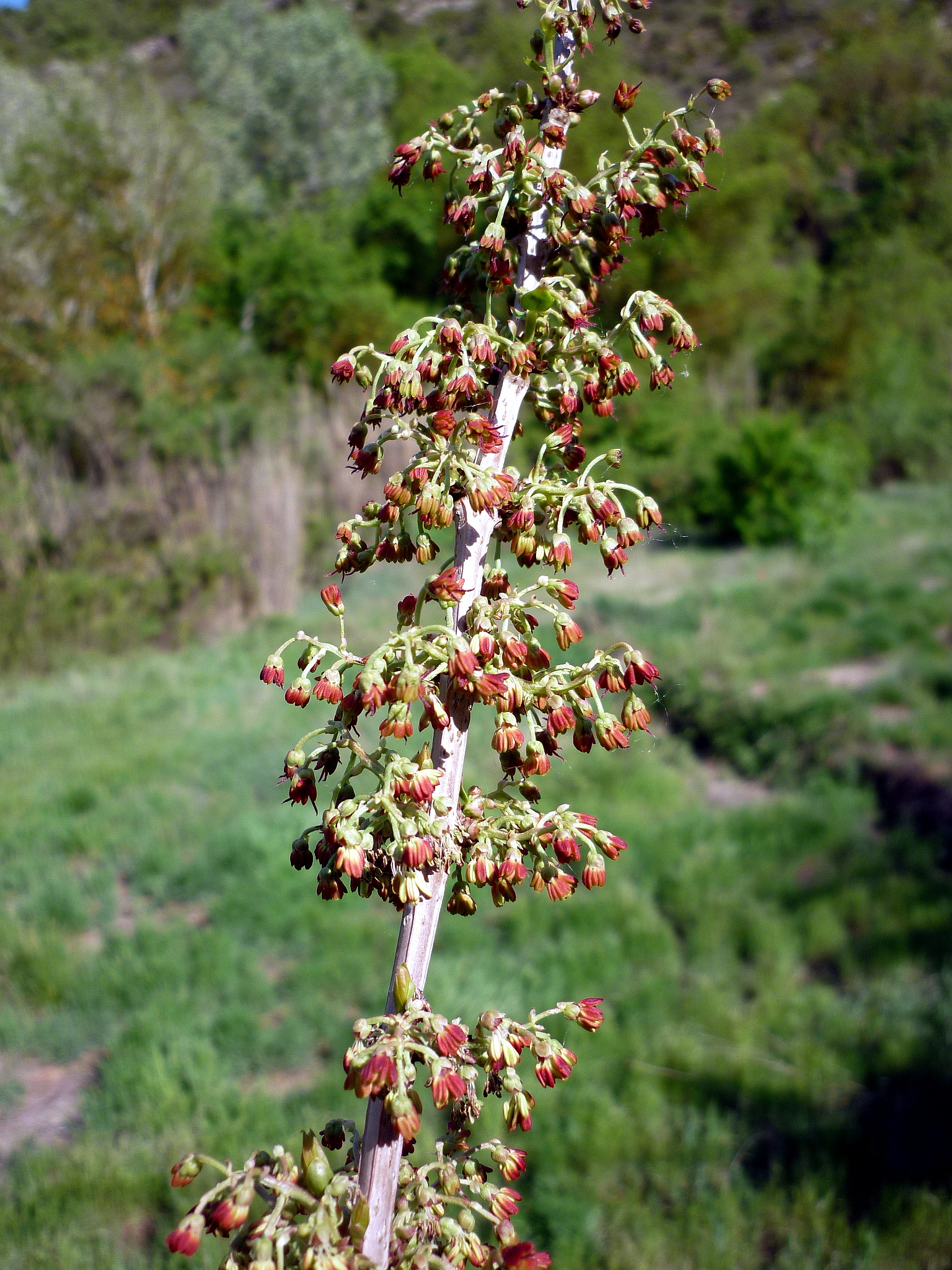
Blütenstand

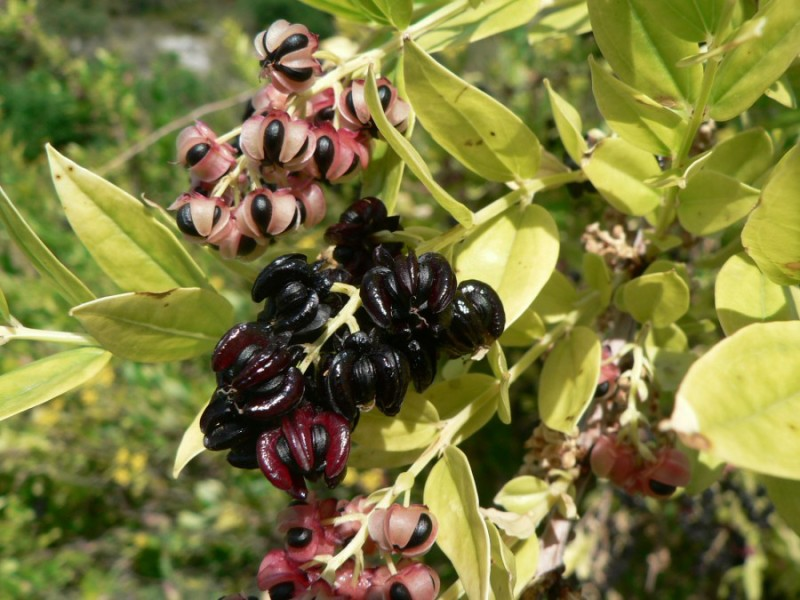
Fruchtstand

Der Myrtenblättrige Gerberstrauch oder Redoul (Coriaria myrtifolia) ist eine Pflanzenart in der Familie der Gerberstrauchgewächse aus Spanien, Italien, Griechenland und Frankreich sowie aus Algerien, Marokko. Weitere Trivialnamen sind Gerberstrauch, Lederbaum, Myrtensumach, Französischer Sumach, Provençalischer Sumach.

## Beschreibung
Der Myrtenblättrige Gerberstrauch wächst als laubabwerfender bis halbimmergrüner Strauch bis über 2,5 Meter hoch. Die kahlen Zweige sind vierkantig.
Die gegenständigen bis seltener wirteligen Laubblätter sind kurz gestielt bis sitzend. Sie sind 3–6 Zentimeter lang, unterseits heller, kahl, leicht ledrig, ganzrandig, spitz und eiförmig. Die Nervatur ist dreizählig. Die Nebenblätter fehlen.
Der Myrtenblättrige Gerberstrauch ist andromonözisch, also mit männlichen und zwittrigen Blüten auf einem Exemplar. Die zwittrigen Blüten sind stark protogyn, also vorweiblich. Die männlichen Blüten erscheinen zuerst für einige Wochen, die Blütenstände sind eingeschlechtlich oder gemischt.
Es werden kurze, lockere, end- oder achselständige und traubige Blütenstände gebildet. Die kleinen, gestielten und fünfzähligen Blüten mit doppelter Blütenhülle sind grün-rötlich. Die bis 1,5 Millimeter langen, eiförmigen Kelchblätter sind dachig und aufrecht. Die dreieckigen, innen gekielten Kronblätter sind kleiner, etwas fleischig und aufrecht. Es sind 10, bei den männlichen Blüten vorstehende, Staubblätter mit relativ großen, länglichen Antheren in zwei Kreisen vorhanden. Der fünfteilige. -lappige, -kammerige Fruchtknoten ist oberständig mit langen, roten, spreizenden und papillösen Narbenästen.
Es werden erst rot-schwarze, später schwarze, bis 2 Zentimeter große, rippige, fünfteilige, steinfruchtartige Früchte im beständigen, fleischigen Perianth (Anthocarp, Scheinfrucht) gebildet. Die harten, leicht nierenförmigen, bis 6 Millimeter langen und leicht abgeflachten Achänen sind rippig, furchig.

## Verwendung
Blätter, Rinde und Zweige werden zum Gerben verwendet. Die Blätter können auch zum Schwarzfärben verwendet werden.